# Фернандес де Веласко, Педро
Педро Фернандес де Веласко-и-Манрике де Лара, 2-й граф Аро (исп. Pedro Fernández de Velasco y Manrique de Lara; 1425, Бургос — 1492, Бургос) — коннетабль Кастилии (с 1473 года), один из наиболее авторитетных игроков в кастильской политике второй половины XV века, тесть королевских фаворитов Хуана Пачеко и Бельтрана де ла Куэва.

## Биография
Старший сын Педро Фернандеса де Веласко (ок. 1399—1470), 1-го графа де Аро (1430—1470) из рода Веласко и Беатрис Манрике де Лара, дочери аделантадо Педро Манрике де Лары и Леонор Кастильской, внучке короля Кастилии и Леона Энрике II.
В 1455 году принимал участие в неудачном походе на Малагу. После Авильского фарса 1465 года, вопреки воле отца, присягнул на верность Альфонсу XII (так сторонники величали младшего брата Энрике IV) и под его знаменем взял Бургос. Под давлением дома Мендоса, к которому принадлежала его супруга, вернулся на сторону короля, который вознаградил его высшим военным званием коннетабля (в 1473 году). В последующие годы продолжал с максимальной выгодой лавировать между враждующими придворными фракциями.
Сразу после смерти короля Энрике граф Аро поспешил навстречу Изабелле и Фердинанду, сумев снискать большое доверие последнего. Когда у венценосной четы родился первенец, инфант Хуан, граф Аро был выбран его крёстным отцом. Когда же католические короли отправились на покорение Гранады, они поручили Веласко управление Кастилией. В 1486 году граф Аро подавил восстание галисийских дворян, однако из-за преклонного возраста участия в последней стадии Реконкисты не принимал. Он умер в Бургосе в день, когда пала Гранада.
Мраморные надгробия графа Аро и его супруги расположены в Капелле коннетаблей, пристроенной к Бургосскому собору. Их потомки (старший из которых носил титул герцога Фриас) стали известны как «дом коннетаблей», ибо только Веласко было дозволено отныне носить этот титул.

## Семья
Он женился на Менсии де Мендоса-и-Фигероа (1421—1500), дочери Иньиго Лопеса де Мендосы, 1-го маркиза Сантильяна, и Каталины де Фигероа, последней дочери Магистра Ордена Сантьяго Лоренсо Суареса де Фигероа. У супругов были следующие дети:
- Бернардино де Веласко (ок. 1454—1512), 1-й герцог Фриас, 7-й коннетабль Кастилии
- Иньиго де Веласко (1462—1528), 2-й герцог Фриас, 8-й коннетабль Кастилии
- Хуан де Веласко (+ 1520), епископ Картахены, Калаорры и Паленсии
- Катарина де Веласко, жена Педро де Суньиги и Авельянеды, 2-го графа Миранда дель Кастаньяр (1448—1492)
- Леонор де Веласко, жена Хуана Тельеса-Хирона (1456—1528), 2-го графа Уренья
- Изабелла де Веласко, жена Хуана Алонсо Переса де Гусмана (1466—1507), 3-го герцога Медина-Сидония
- Мария де Веласко, жена Хуана Пачеко, 1-го герцога Эскалона (1-й брак) и Бельтрана де ла Куэвы, 1-го герцога Альбуркерке (2-й брак).